# براداك: ميسنغ إن أكشن 3 (فلم)
براداك: ميسنغ إن أكشن 3 (بالإنجليزية:Braddock: Missing in Action III)، هي فيلم أمريكي أنتجت سنة 1988م، وتدور القصة حول عودة بطل الفيلم تشاك نوريس يوم سقوط سايغون سنة 1975م، وذلك للبحث عن ماتبقى من جنود فيت كونغ لقتلهم وتخريب خططهم.

## وصلات خارجية
- مقالات تستعمل روابط فنية بلا صلة مع ويكي بيانات